# Vittorio Bernardetto
Vittorio Bernardetto (Castellamonte, 8 novembre 1925 – Susa, 7 marzo 2001) è stato un vescovo cattolico italiano.

## Biografia
Nacque a Castellamonte, in provincia di Torino e diocesi di Ivrea, l'8 novembre 1925.
Il 29 giugno 1949 fu ordinato presbitero dal vescovo Paolo Rostagno.
Per vent'anni ricoprì l'incarico di viceparroco dell'antica pieve di Santa Maria in Doblazio, nel comune di Pont-Canavese. Nel 1969 fu nominato parroco della chiesa di San Lorenzo ad Ivrea.

### Ministero episcopale
Il 31 maggio 1978 papa Paolo VI lo nominò vescovo di Susa; succedette a Giuseppe Garneri, dimessosi per raggiunti limiti di età. Il 7 luglio seguente ricevette l'ordinazione episcopale, nella cattedrale di Ivrea, dall'arcivescovo Anastasio Alberto Ballestrero (poi cardinale), co-consacranti i vescovi Luigi Bettazzi e Giuseppe Garneri. Il 27 luglio dello stesso anno fu ricevuto in udienza dal presidente della Repubblica Italiana Sandro Pertini per prestare il giuramento previsto dal concordato allora in vigore. Il 17 settembre prese possesso della diocesi.
Il 14 luglio 1991 ospitò a Susa papa Giovanni Paolo II per la beatificazione del vescovo Edoardo Giuseppe Rosaz. Nel 1999 volle fortemente le celebrazioni del primo centenario della Madonna del Rocciamelone, collocata sulla cima del monte Rocciamelone nel 1899.
Il 13 dicembre 2000 papa Giovanni Paolo II accolse la sua rinuncia, presentata per raggiunti limiti di età, al governo pastorale della diocesi di Susa; gli succedette Alfonso Badini Confalonieri, fino ad allora delegato della sezione ordinaria dell'Amministrazione del patrimonio della Sede Apostolica.

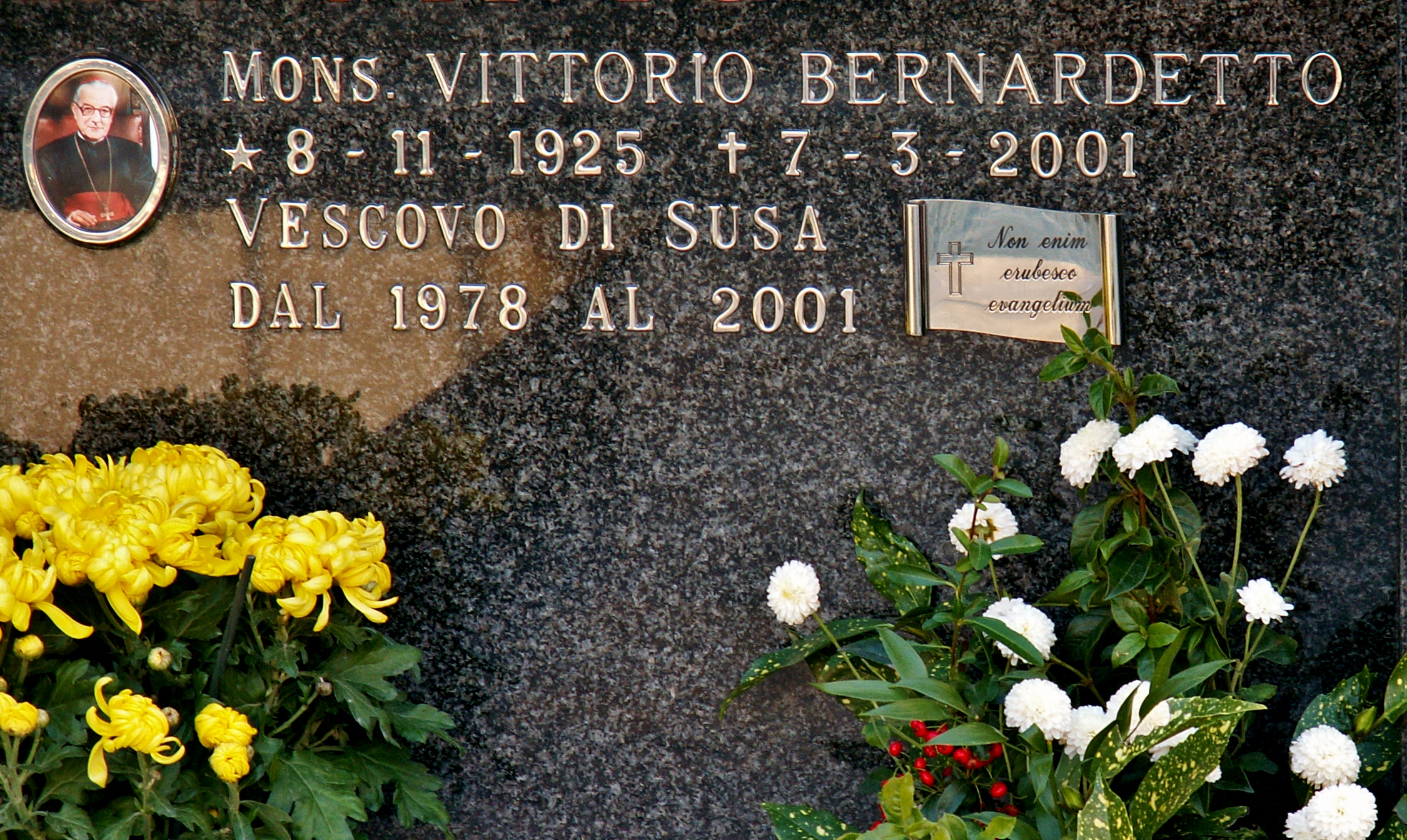
Tomba di monsignor Vittorio Bernardetto nel cimitero di Castellamonte (TO).

Da vescovo emerito si ritirò presso la casa del clero di Susa, dove morì improvvisamente, all'età di 75 anni, il 7 marzo 2001. Dopo le esequie, celebrate dall'arcivescovo Severino Poletto, fu sepolto nel cimitero di Castellamonte.

## Genealogia episcopale
La genealogia episcopale è:
- Cardinale Scipione Rebiba
- Cardinale Giulio Antonio Santori
- Cardinale Girolamo Bernerio, O.P.
- Arcivescovo Galeazzo Sanvitale
- Cardinale Ludovico Ludovisi
- Cardinale Luigi Caetani
- Cardinale Ulderico Carpegna
- Cardinale Paluzzo Paluzzi Altieri Degli Albertoni
- Papa Benedetto XIII
- Papa Benedetto XIV
- Cardinale Enrico Enriquez
- Arcivescovo Manuel Quintano Bonifaz
- Cardinale Buenaventura Córdoba Espinosa de la Cerda
- Cardinale Giuseppe Maria Doria Pamphilj
- Papa Pio VIII
- Papa Pio IX
- Cardinale Alessandro Franchi
- Cardinale Giovanni Simeoni
- Cardinale Antonio Agliardi
- Cardinale Basilio Pompilj
- Cardinale Adeodato Piazza, O.C.D.
- Cardinale Sebastiano Baggio
- Cardinale Anastasio Alberto Ballestrero, O.C.D.
- Vescovo Vittorio Bernardetto

## Opere
- Vittorio Bernardetto, Dalle lettere di don Emilio Berto. Cappellano degli alpini disperso a Nikolajewka, SusaLibri, 1990, ISBN 9788839653048.[6]